# Danilo Veron Bairros

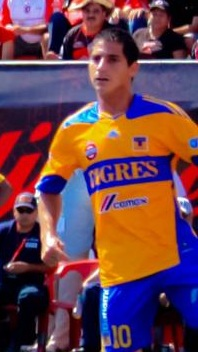

Danilo Veron Bairros (Ponta Porã, 11 maart 1987), voetbalnaam Danilinho, is een Braziliaans voetballer die als aanvallende middenvelder speelt voor het Mexicaanse Jaguares de Chiapas, dat uitkomt in de Liga MX. Tussen 2006 en 2015 speelde Danilinho in totaal bijna driehonderd competitiewedstrijden, verspreid in drie periodes bij clubs in Brazilië (Atlético Mineiro) en Mexico (Chiapas en Tigres UANL). Gedurende het seizoen 2014/15 speelde Danilinho bij Querétaro FC, waarmee hij in de Mexicaanse competitie de tweede plaats bereikte. Per 1 januari 2016 werd hij verhuurd aan Chiapas voor zijn tweede termijn bij die club.

## Statistieken
| seizoen     | club                | land      | competitie                 | wed. | goals |
| ----------- | ------------------- | --------- | -------------------------- | ---- | ----- |
| 2003/04     | Schalke 04          | Duitsland | Bundesliga                 | ?    | ?     |
| 2004/05     | Mirassol            | Brazilië  | ?                          | ?    | ?     |
| 2005/06     | América             | Brazilië  | Campeonato Brasileiro C    | 16   | 2     |
| 2005/06     | Santos              | Brazilië  | Campeonato Brasileiro      | 10   | 0     |
| 2006/07     | Atlético Mineiro    | Brazilië  | Campeonato Brasileiro      | 31   | 7     |
| 2007/08     | Atlético Mineiro    | Brazilië  | Campeonato Brasileiro      | 6    | 1     |
| 2008/09     | Jaguares de Chiapas | Mexico    | Primera División de México | 33   | 8     |
| 2009/10     | Jaguares de Chiapas | Mexico    | Primera División de México | 35   | 5     |
| 2010/11     | Jaguares de Chiapas | Mexico    | Primera División de México | 19   | 4     |
| 2010/11     | UANL Tigres         | Mexico    | Primera División de México | 19   | 2     |
| 2011/12     | UANL Tigres         | Mexico    | Primera División de México | 23   | 2     |
| 2011/12     | → Atletico Mineiro  | Brazilië  | Campeonato Brasileiro      | 21   | 5     |
| 2012/13     | UANL Tigres         | Mexico    | Primera División de México | 16   | 1     |
| 2013/14     | UANL Tigres         | Mexico    | Liga MX                    | 36   | 2     |
| 2014/15     | Querétaro FC        | Mexico    | Liga MX                    | 36   | 0     |
| 2015/16     | Querétaro FC        | Mexico    | Liga MX                    | 14   | 0     |
| 2015/16     | Jaguares de Chiapas | Mexico    | Liga MX                    | 13   | 0     |
| Bijgewerkt: | 25 april 2016       |           | Totaal                     | 328  | 39    |